# Бетті Голбертон
Френсіс Елізабет «Бетті» Холбертон (7 березня 1917 — 8 грудня 2001 року) одна з перших шести програмістів ENIAC — першого універсального електронного цифрового комп'ютера. Вона також винайшла точки зупину для налагодження програм.

## Раннє життя та освіта

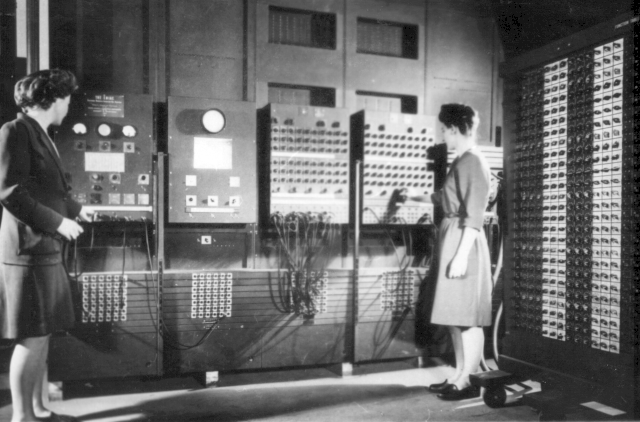
Програмісти Бетті Джин Дженнінгс (ліворуч) і Френ Білас (праворуч) виконують операції на головної панелі управління ENIAC.

Холбертон народилася як Френсіс Елізабет Снайдер у Філадельфії, штат Пенсильванія в 1917 році. В її перший день занять математики в університеті Пенсильванії, професор запитав чи не краще їй було б вдома виховати дітей. Натомість, Холбертон вирішила вивчати журналістику, тому що її навчальний план дозволяв їй подорожувати далеко. Журналістика також була однією з небагатьох сфер, доступних для жінок, в яких можна було зробити кар'єру в 1940-х роках.

## Кар'єра

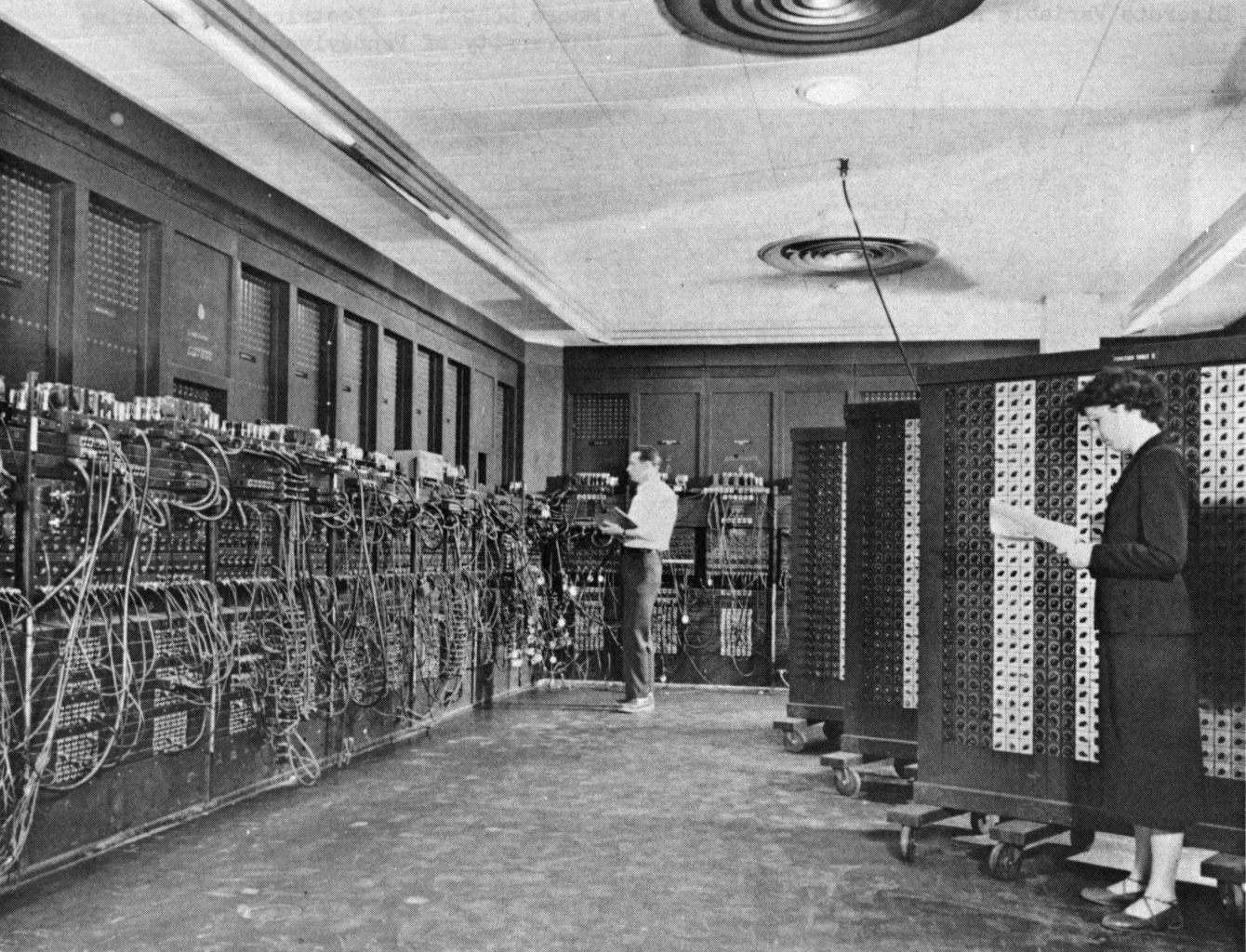
Бетті Холбертон (праворуч на передньому плані) програмує комп'ютер ENIAC у Філадельфії, штат Пенсильванія, будівля BRL 328 (1940-і/1950-і роки)

Під час Другої Світової Війни, поки чоловіки воювали, армія потребувала жінок для обчислення балістичних траєкторій. Холбертон була прийнята на роботу в інженерну школу Мура як «обчислювач», і незабаром була обрана однією з шести жінок для програмування ENIAC. Холбертон, разом з Кей Макналті, Марлін Вескофф, Рут Тейтельбаум, Бетті Джин Дженнінгс, і Френ Білас, запрограмували ENIAC для обчислення балістичних траєкторій в електронному вигляді для балістичної науково-дослідної лабораторії (BRL), армії США. Їх робота на ENIAC забезпечила кожній з них місце у жіночому залі слави технологій. На самому початку, тому що ENIAC був засекречений, жінкам дозволялося працювати з кресленнями та електричними схемами, щоб запрограмувати його. ENIAC був представлений широкому загалу 15 лютого 1946 році в університеті Пенсильванії. На той час його вартість становила близько $487,000, що еквівалентно $7,051,000 в 2018 році. Під час її роботи на ENIAC у Бетті було чимало продуктивних ідей, які приходили до неї вночі. На що інші програмісти жартома казали, що вона «вирішує проблем уві сні більше, ніж інші люди вдень».
Після Другої світової війни, Холбертон працювала у Remington Rand і Національному бюро стандартів. Вона була начальником програмування досліджень в лабораторії прикладної математики David Taylor Model Basin в 1959 році. Вона допомогла в розробці для UNIVAC панелей управління, на яких числова панель розташована поряд з клавіатурою і переконала інженерів замінити зовнішній вигляд UNIVAC з чорного на сіро-бежевий тон, який згодом став поширеним кольором комп'ютерів. Вона була однією з тих, хто написав першу швидку систему програмування (сортування/злиття). Холбертон використала колоду гральних карт, щоб розробити дерево рішень для бінарної функції сортування, і написала код, який використовував десять стрічкових пристроїв для читання і запису даних під час роботи. Вона написала перший пакет статистичного аналізу, який використовувався під час перепису 1950 року.
У 1953 році вона стала начальником передового програмування у підрозділі лабораторії прикладної математики Військово-морського флоту в штаті Меріленд, де вона жила до 1966 року. Холбертон працювала з Джоном Моклі, Ідою Родс над розробкою набору інструкцій C-10 для UNIVAC I, який вважається прототипом всіх сучасних мов програмування. Вона також брала участь у розробці перших стандартів для мов програмування COBOL і Фортран разом з Ґрейс Гоппер. Пізніше, як співробітник Національного бюро стандартів, вона була дуже активною при розробці перших двох редакцій стандарту мови Fortran («Фортран 77» і «Фортран 90»).

## Смерть
Вона померла 8 грудня 2001 року в Роквіллі, штат Меріленд, у віці 84, через хвороби серця, діабет і ускладнення від інсульту, який вона перенесла кілька років тому.

## Нагороди
У 1997 році вона єдина з шести жінкою, які запрограмували ENIAC, отримала премію Ади Лавлейс, вищу нагороду Асоціації жінок в обчислювальній техніці.
Також в 1997 році вона отримала нагороду «Піонер комп'ютерної галузі» від ІЕЕЕ за розробку генератора сортування-злиття генератор, який, відповідно до IEEE, «надихнуло перші ідеї щодо компіляції.»
Також в 1997 році вона була включена у Зал слави Women in Technology International, нарівні з іншими першими програмістами ENIAC.

## Спадщина
Холбертон школа [Архівовано 16 травня 2022 у Wayback Machine.] — школа для інженерів в Сан-Франциско, було засновано в її честь у 2015 році.

## Подальше читання
- Stanley, Autumn (1933). Chapter 5 Daughters of the Enchantress of Numbers and Grandma COBOL. Mothers and Daughters of Invention: Notes for a Revised History of Technology. The Scarecrow Press Inc. с. 460. ISBN 978-0-8135-2197-8.
- Ceruzzi, Paul E. (2003). Chapter 3 The Early History of Software, 1952-1968. A History of Modern Computing. MIT Press. с. 89–90. ISBN 978-0-262-53203-7.
- Norberg, Arthur (2002). Part 4 Software as Labor Process. History of Computing - Software Issues. Springer. с. 159. ISBN 978-3-540-42664-6.